# نامتخاصم
نامتخاصم به فرد، کشور مستقل یا سازمانی که در یک درگیری شرکت نمی‌کند، گفته میشود. این واژه، بیشتر برای کشوری به کار می‌رود که از حضور نیروی نظامی خود در جنگ خودداری می‌کند. این واژه در متن حقوق بین‌الملل وجود ندارد.
فرق نامتخاصم با بی‌طرفی در این است که شخص یا کشور نامتخاصم، ممکن است از تخاصم یک طرف جنگ حمایت کند ولی خود مستقیماً وارد جنگ نشود. همچنین ممکن است این واژه برای بیان رفتار یک فرد در جنگ تن به تن یا تجاوز بکار رود. در زمان اختلال مدنی مانند شورش، افراد به دو دسته متخاصم (افراد مبارز یا بالقوه مبارز) و نامتخاصم یعنی افرادی که صرفاً تماشاگران هستند تقسیم می‌شوند.

## نمونه در جنگ جهانی دوم

### آمریکا
نمونهٔ مهمی از رفتار نامتخاصم در یک جنگ تمام‌عیار، حمایت مالی آمریکا از متفقین در جنگ جهانی دوم پیش از حمله امپراتوری ژاپن به پرل هاربر بود. حمایت مالی آمریکا، جزئی از قانون وام و اجاره بود که بر اساس آن، به گفته وینستون چرچیل: آمریکا، تمامی کمک‌های لازم را برای کوتاه کردن جنگ برای بریتانیا فراهم کرده اما یک کشور نامتخاصم باقی می‌مانَد. این وضعیت تا زمانی که کنگره ایالات متحده آمریکا رسماً به ژاپن اعلان جنگ داد باقی ماند.

### ایتالیا
از سپتامبر ۱۹۳۹ تا ژوئن ۱۹۴۰ و پیوستن به آلمان نازی، پادشاهی ایتالیا نامتخاصم بود.

### ایرلند
اگرچه ایرلند رسماً خود را یک دولت بی‌طرف اعلام کرده بود اما اینکه یک دولت نامتخاصم بوده یا نه مورد بحث است. زیرا در گزارش کرانبورن به کابینه جنگ بریتانیا، به مسئله همکاری بریتانیا و ایرلند اشاره شده‌است. نمونه چنین همکاری، اجازه استفاده ایرلند به بریتانیا برای استفاده از مرز هوایی دونگال کوریدور با اهداف نظامی است.

### سوئد
وضعیت سوئد در زمان جنگ زمستان: در حالیکه سوئد رسماً در جنگ شرکت نکرده بود اما هنگ هوایی جدیدی به نام «هنگ هوایی ۱۹، نیروی هوایی فنلاند» را متشکل از افراد داوطلب تشکیل داد و مسئولیت دفاع از لاپلند در فنلاند را بر عهده گرفت. همه هواپیماهای این هنگ از سوی نیروی هوایی سوئد تأمین شده بودند.

## دیگر نمونه‌ها
وضعیت سیاسی آمریکا و پرو در زمان جنگ فالکلند و هلند در زمان تهاجم به عراق در سال ۲۰۰۳ به گونه‌ای بود که سیاست‌مداران به آن نام «پشتیبانی سیاسی، بدون پشتیبانی نظامی» دادند.